# Anagyrus fatimae
Anagyrus fatimae är en stekelart som beskrevs av Fatima och Agarwal 1993. Anagyrus fatimae ingår i släktet Anagyrus och familjen sköldlussteklar. Inga underarter finns listade i Catalogue of Life.